# Skärblacka
Skärblacka är en tätort i Norrköpings kommun. 

## Historia
Skärblacka är beläget nära Motala ströms utlopp i sjön Glan, vid ett 6 meter högt fall som länge har utnyttjats för sin vattenkraft. "Skæroblakka qwærn" nämns i skrift 1424. År 1559 skrivs namnet "Skeneblache qvarn" och 1653 "Skiärblackan". Broocman skriver 1760 att ett järnbruk ska ha byggts 1639. Enligt en teori ska namnet komma av skära (klar fläck) och blacka (stenhäll under vattenytan). Pappersbruket grundlades 1870 och återuppbyggdes 1903 efter en brand.

## Befolkningsutveckling
| Befolkningsutvecklingen i Skärblacka 1950–2020 | Befolkningsutvecklingen i Skärblacka 1950–2020 | Befolkningsutvecklingen i Skärblacka 1950–2020 | Befolkningsutvecklingen i Skärblacka 1950–2020 | Befolkningsutvecklingen i Skärblacka 1950–2020 |
| ---------------------------------------------- | ---------------------------------------------- | ---------------------------------------------- | ---------------------------------------------- | ---------------------------------------------- |
|                                                |                                                |                                                |                                                |                                                |
| År                                             |                                                |                                                | Folkmängd                                      | Areal (ha)                                     |
| 1950                                           | 1950                                           |                                                | 2 456                                          |                                                |
| 1960                                           | 1960                                           |                                                | 2 943                                          |                                                |
| 1965                                           | 1965                                           |                                                | 3 630                                          |                                                |
| 1970                                           | 1970                                           |                                                | 4 383                                          |                                                |
| 1975                                           | 1975                                           |                                                | 4 424                                          |                                                |
| 1980                                           | 1980                                           |                                                | 4 606                                          |                                                |
| 1990                                           | 1990                                           |                                                | 4 247                                          | 390                                            |
| 1995                                           | 1995                                           |                                                | 4 301                                          | 390                                            |
| 2000                                           | 2000                                           |                                                | 4 032                                          | 391                                            |
| 2005                                           | 2005                                           |                                                | 4 048                                          | 391                                            |
| 2010                                           | 2010                                           |                                                | 4 059                                          | 389                                            |
| 2015                                           | 2015                                           |                                                | 4 023                                          | 418                                            |
| 2020                                           | 2020                                           |                                                | 4 018                                          | 418                                            |
|                                                |                                                |                                                |                                                |                                                |

## Samhället

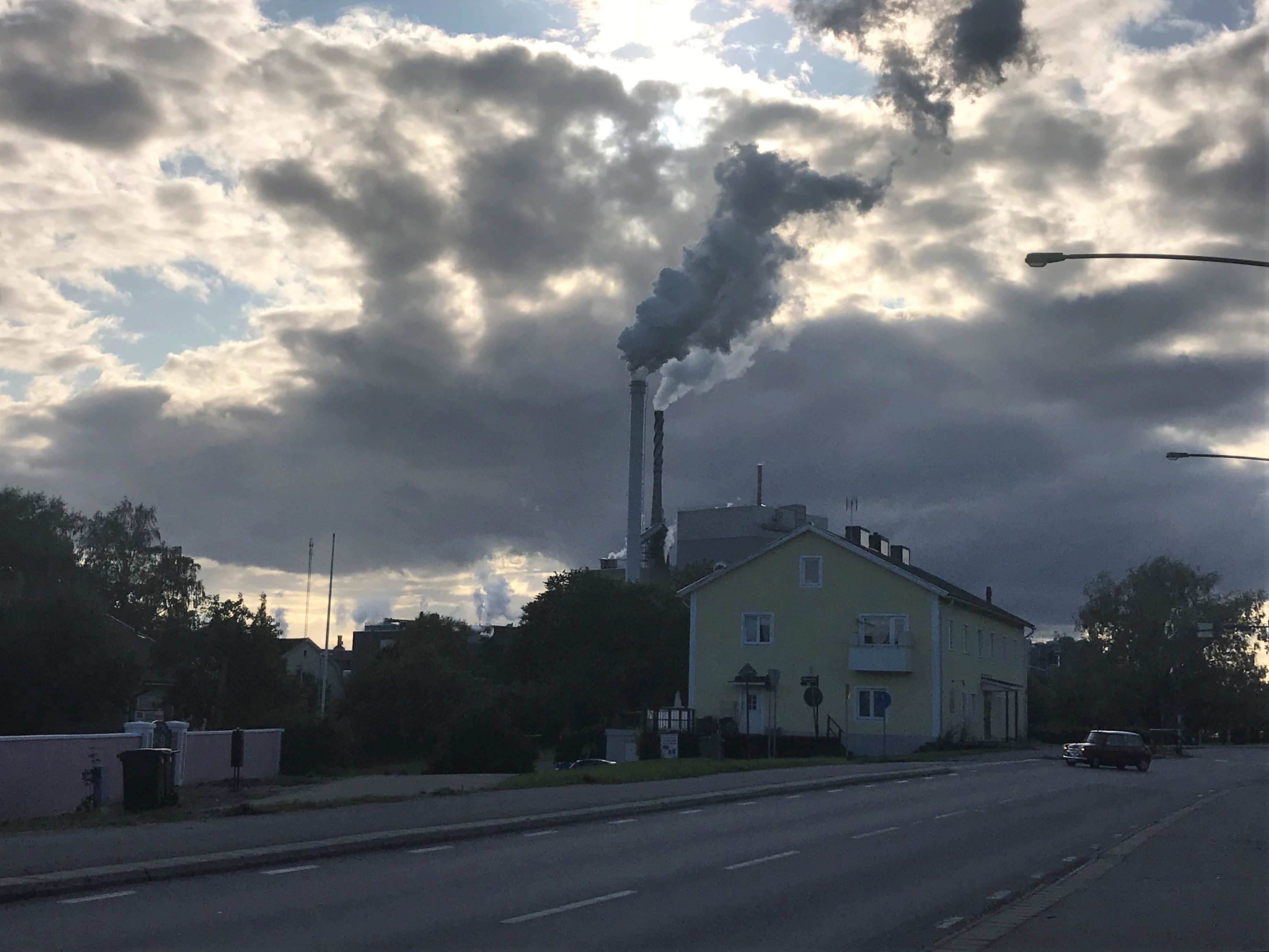
Vägen mot bruket.

Från 1952 till 1971 var orten centralort i storkommunen Skärblacka, och har i likhet med många andra sådana orter ett relativt väl utbyggt centrum, ishall, simhall, lågstadieskola (Parkskolan, 250 elever, årskurs F-3) samt mellan- och högstadieskola (Mosstorpskolan, 600 elever, årskurs 4-9).

### Bostadsområden
- Alhagen
- Gamla samhället
- Granhagen
- Lövhagen
- Sågvägen
- Vickelby

## Kommunikationer
Orten har en station vid järnvägslinjen Finspång-Kimstad, sedan 1970 körs enbart godstrafik på sträckan. Tidigare bedrevs persontrafik av företaget Norra Östergötlands Järnvägar. Väg 215 som går mellan E4 (trafikplats Norsholm) och Finspång går genom orten. Busstrafiken till Kimstad är väl utbyggd, där bekväma byten till pendeltåg mot Norrköping och Linköping/Mjölby/Motala finns. Dessutom finns direkt-busslinjer till Finspång och Norrköping.

## Skärblacka bruk

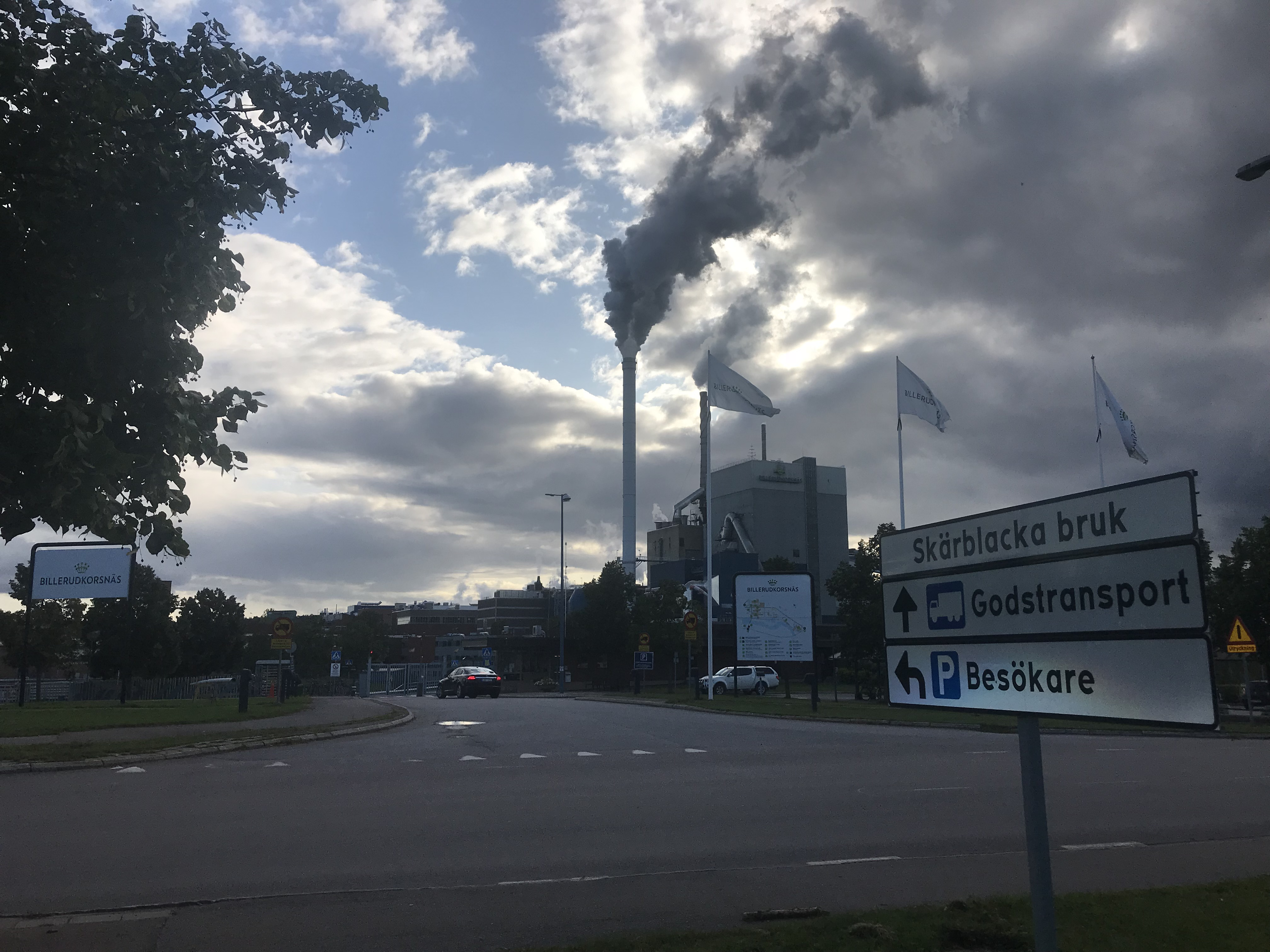
Skärblacka bruk

Den största arbetsgivaren på orten är förpackningsföretaget Billerud Korsnäs AB. Skärblacka bruk byggdes 1872, och grunden till dagens bruk lades i början av 1960-talet. Idag omfattar bruket tre massalinjer, fem pappersmaskiner och en upptagningsmaskin för avsalumassa. Tillverkningen är inriktad på brunt säckpapper, vitt MG-papper och fluting. Billerud Korsnäs wellråvara, både det korrugerade mellanskiktet (fluting) och ytskiktet (liner) är tillverkad av 100% nyfiber. Skärblackas papper används till säckar, bärkassar, påsar, omslag och medicinska förpackningar. Totalt arbetar 640 anställda på bruket.

## Musikliv och annan kultur
I slutet av 1970-talet började några ungdomar att spela en svensk variant av reggae, med inslag av såväl progg som punk. Bandet, Kalle Baah, fick flera efterföljare som i mitten av 1980-talet bildade föreningen Blacka Musik. 
I mitten av maj varje år arrangeras en stor minneskonsert till Bob Marleys minne, ofta med utländska gäster.
Den prisbelönta författaren Jenny Jägerfeld kommer från Skärblacka.